# مجموعة العمل المستقلة

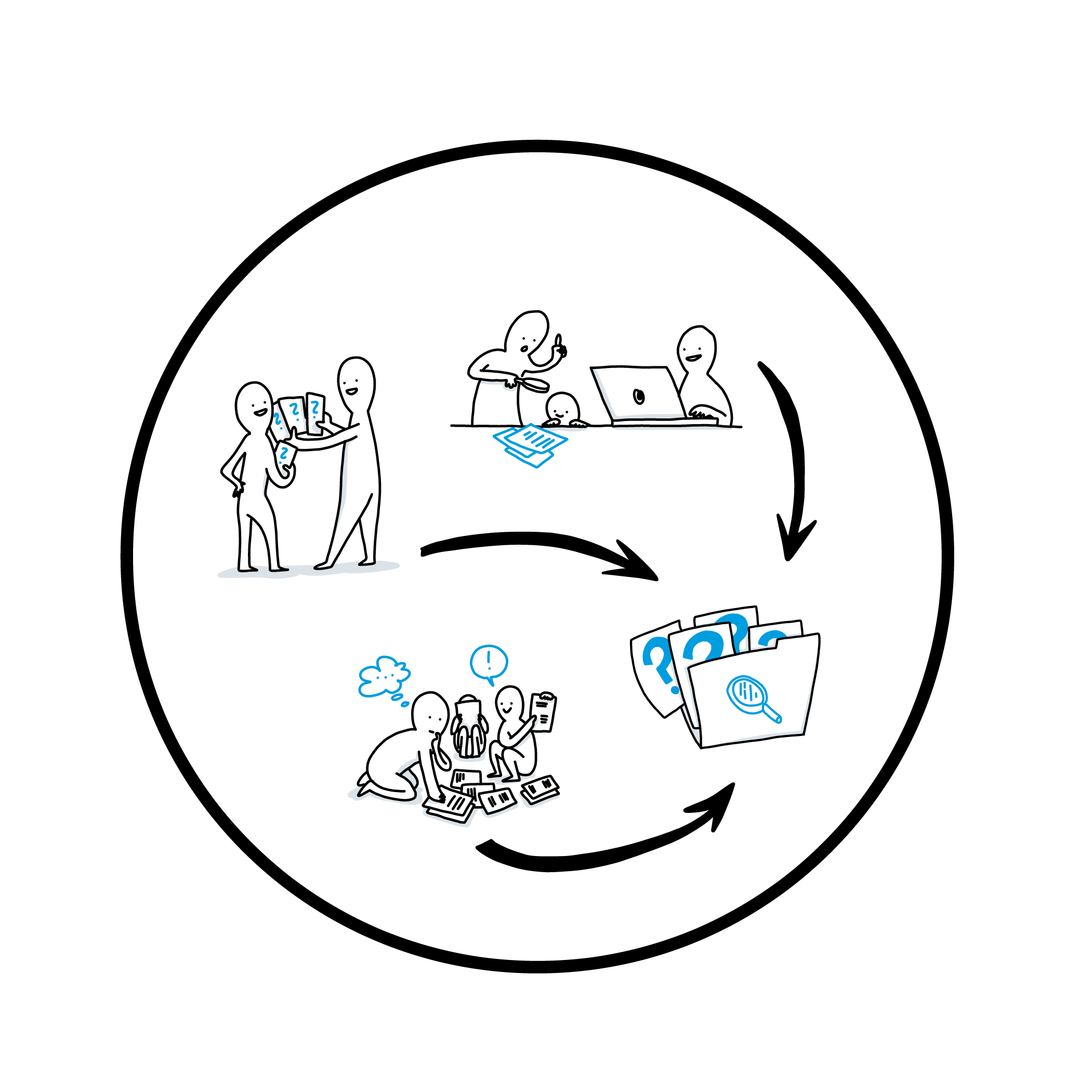
العمل المستقل يزيد التنوع ويخفض حمل العمل الفردي، ويحسن بشكل عام جودة العلاقات الاجتماعية

في إدارة الأعمال، تُشجع مجموعة العمل المستقلة (بالإنجليزية: autonomous work group)‏ على إدارة عملها وممارسات العمل المرتبط بها.

## تعريف
وفقًا لتعريف الباحثين إيه راو، وإن ثوربيري، وجيه واينتراوب، يشير العمل الجماعي المستقل إلى مجموعات من العمال المستقلين الذين ينظمون سلوك مهامهم حول مهام كاملة بشكل نسبي، وغالبًا ما يتمكنون من تحديد وتدريب أعضاء جدد، وتحديد وتنظيم وتفرض وتدقق على جميع أنشطتهم بشكل مستقل، وتتبادل الوظائف بينهم بشكل متكرر".
يمكننا التمييّز بين الفرق شبه المستقلة والفرق المستقلة في درجة استقلالية المجموعة.
في الوقت الحالي، تستخدم المزيد من الشركات مجموعات العمل (شبه-) المستقلة، مثل الشركات في صناعة السيارات وقطاع التوزيع الجماعي والشركات الناشئة. ولتحقيق النجاح وأداء مهامها، تحتاج المجموعة العاملة (شبه-) المستقلة إلى:
- التواصل والتنسيق: يتعين على أعضاء الفريق تبادل المعلومات بشكل دوري واستخدام لغة مشتركة للتفاهم، إذ يتيح التنسيق الجيد بين أعضاء الفريق الحصول على المعلومات اللازمة عند الحاجة، والانتقال بسلاسة بين المهام المختلفة؛
- التماسك: يوفر الاستقرار لفريق العمل، ويشعر أعضاؤه بالوحدة والرضا، ويسمح لهم بالاستجابة بشكل إيجابي لبعضهم البعض والتواصل بشكل جيد؛
- اتخاذ القرار وتحمل المسؤولية: من أجل تحقيق النجاح، يجب على الفريق جمع المعلومات ومناقشة وتقييم البدائل والأهم من ذلك، واتخاذ قرار تعاوني بشأن مسار العمل المناسب.

## العمل الجماعي المستقل والرفاهية النفسية
ثمة ظاهرة مستمرة تشير إلى أن العمل الجماعي المستقل يفترض أن له تأثير إيجابي على الرفاه النفسي للموظفين.
تركز دراسة أجرتها جامعتان في هولندا على تأثيرات استقلالية المجموعة المتصورة والاستقلالية الفردية، على التوالي على المهام الفردية والرفاهية النفسية. إذ أجري استطلاع على الموظفين في سلسلة سوبر ماركت استهدف جوانب مختلفة من العمل الجماعي (مثل الاستقلال الفردي، والعلاقات الاجتماعية مع الزملاء أو حتى عبء العمل الفردي)، وجد أنه لا توجد علاقة قوية بين التعب النفسي وتنوع المهام الفردية، وكذلك بين الدافع للتعلم ونوعية العلاقات الاجتماعية.
لا يزال هناك تأثير إيجابي للجوانب الفردية للعمل على الدافعية. فهذا يوضح أن العمل المستقل يزيد التنوع، ويخفض حمل العمل الفردي، ويحسن بشكل عام جودة العلاقات الاجتماعية.

## مقالات ذات صلة
- التدريجية
- فريق العمل